# Knautia kitaibelii
Knautia kitaibelii là một loài thực vật có hoa trong họ Kim ngân. Loài này được Bordas. mô tả khoa học đầu tiên..